# Marble Point
Der Marble Point (englisch für Marmorspitze) ist eine Landspitze an der Scott-Küste des ostantarktischen Viktorialands. Sie ragt rund 5 km nördlich des Kap Bernacchi in den McMurdo-Sund hinein und markiert die nördliche Begrenzung der Bernacchi-Bucht. 
Teilnehmer der Nimrod-Expedition (1907–1909) unter der Leitung des britischen Polarforschers Ernest Shackleton kartierten sie und benannten sie nach dem dort gefundenen Marmor.